# Anua ambigua
Anua ambigua là một loài bướm đêm trong họ Erebidae.